# جيسون تشالا
جيسون تشالا (بالبرتغالية: Jeison Chalá‏) (مواليد 8 ديسمبر 1994) هو لاعب كرة قدم إكوادوي محترف يلعب كجناح لعب سابقاً في نادي القيصومة السعودي.

## روابط خارجية
جيسون تشالا على موقع قاعدة بيانات كرة القدم.إي يو (الإنجليزية)
- جيسون تشالا على موقع Soccerway.com (الإنجليزية)